# 국립김제청소년농업생명체험센터
국립청소년농생명센터는 여성가족부 산하의 한국청소년활동진흥원에서 운영하는 청소년특화시설로서 농생명체험활동으로 행복한 청소년을 육성하기 위해 설립 되었다. 전라북도 김제시 부량면 벽골제로 421에 위치하고 있다.

## 연혁
- 2011년 4월 국립김제청소년농업생명체험센터 기공식
- 2013년 4월 국립김제청소년농업생명체험센터 준공
- 2013년 7월 국립김제청소년농업생명체험센터 개원
- 2013년 7월 제1대 김양식 원장 취임
- 2015년 7월 제2대 최희우 원장 취임
- 2015년 12월 농생명과학관 준공
- 2017년 5월 기관명 변경 '국립청소년농생명센터'
- 2017년 12월 제3대 양해관 원장 취임
- 2020년 9월 제4대 정은식 원장 취임
- 2023년 3월 제5대 천왕우 원장 취임

## 조직

### 국립청소년농생명센터 원장
- 활동운영부
- 고객지원부
- 운영관리부

## 같이 보기
- 여성가족부
- 한국청소년활동진흥원
- 국립중앙청소년수련원
- 국립평창청소년수련원
- 국립청소년우주센터
- 국립청소년해양센터